# Wereldkampioenschappen ritmische gymnastiek 2018
De wereldkampioenschappen ritmische gymnastiek 2018 worden gehouden van 10 tot en met 16 september 2018 in de Arena Armeec in Sofia, Bulgarije. Het is de eerste kwalificatiewedstrijd voor de Olympische Zomerspelen van 2020 in Tokyo. De beste zes landen kwalificeerden zich direct, de nummers zeven tot en met twaalf krijgen een tweede kans op de olympische testwedstrijd in januari 2020 in Tokyo. Individueel plaatsten de beste vijftien gymnasten zich voor de Olympische Spelen (maximaal twee per land), op de testwedstrijd zijn nog eens vijf plaatsen te vergeven (maximaal één per land).

## Programma
| Q | Kwalificaties | Goud | Finale |

| Onderdeel             | 10 sep | 11 sep | 12 sep | 13 sep | 14 sep | 15 sep | 16 sep |
| --------------------- | ------ | ------ | ------ | ------ | ------ | ------ | ------ |
| Hoepel                | Q      | Goud   |        |        |        |        |        |
| Bal                   | Q      | Goud   |        |        |        |        |        |
| Knotsen               |        |        | Q      | Goud   |        |        |        |
| Lint                  |        |        | Q      | Goud   |        |        |        |
| Meerkamp landen       |        |        |        | Goud   |        |        |        |
| Meerkamp individueel  |        |        |        |        | Goud   |        |        |
| Meerkamp groepen      |        |        |        |        |        | Goud   |        |
| 5 ballen              |        |        |        |        |        |        | Goud   |
| 3 knotsen + 2 hoepels |        |        |        |        |        |        | Goud   |
| Totaal                | 0      | 2      | 0      | 3      | 1      | 1      | 2      |

## Deelnemende landen
- Andorra  (3)
- Armenië (3)
- Australië (10)
- Azerbeidzjan (9)
- België (3)
- Brazilië (9)
- Bosnië en Herzegovina (4)
- Bulgarije (9)
- Canada (9)
- Chili (2)
- China (10)
- Cyprus (3)
- Denemarken (2)
- Duitsland (8)
- Egypte (10)
- Estland (9)
- Finland (9)
- Frankrijk (8)
- Georgië (7)
- Griekenland (8)
- Hongarije (10)
- IJsland (9)
- India (8)
- Italië (9)
- Japan (9)
- Kazachstan (9)
- Kirgizië (2)
- Kroatië (3)
- Maleisië (4)
- Letland (3)
- Libanon (1)

- Litouwen (4)
- Mexico (8)
- Moldavië (2)
- Montenegro (1)
- Noord-Korea (7)
- Noorwegen (3)
- Nieuw-Zeeland (7)
- Polen (9)
- Portugal (4)
- Puerto Rico (2)
- Roemenië (3)
- Rusland (10)
- San Marino (2)
- Servië (9)
- Slovenië (10)
- Slowakije (3)
- Sri Lanka (1)
- Spanje (10)
- Thailand (2)
- Tsjechië (8)
- Turkije (8)
- Oekraïne (9)
- Oezbekistan (9)
- Oostenrijk (9)
- Verenigd Koninkrijk (3)
- Verenigde Staten (10)
- Wit-Rusland (9)
- Zuid-Afrika (4)
- Zuid-Korea (10)
- Zwitserland (5)

## Belgische deelnemers
- Aya Courouble
- Sanna Delbeke
- Vanina Van Puyvelde

## Medailles
| Onderdeel           | Goud | Goud | Zilver | Zilver | Brons                                                                                             | Brons                                                                                             |
| Landenwedstrijd     | Landenwedstrijd | Landenwedstrijd | Landenwedstrijd                                                                                             | Landenwedstrijd                                                                                             | Landenwedstrijd                                                                                   | Landenwedstrijd                                                                                   |
| ------------------- | --- | --- | --- | --- | ------------------------------------------------------------------------------------------------- | ------------------------------------------------------------------------------------------------- |
| Meerkamp            | Rusland | Arina Averina Dina Averina Aleksandra Soldatova                                                                        | Bulgarije                                                                                                   | Boryana Kaleyn Katrin Taseva Neviana Vladinova                                                              | Italië                                                                                            | Alexandra Agiurgiuculese Milena Baldassarri Alessia Russo                                         |
| Individueel         | | | | |                                                                                                   |                                                                                                   |
| Meerkamp            | RUS | Dina Averina | ISR | Linoy Ashram                                                                                                | RUS                                                                                               | Aleksandra Soldatova                                                                              |
| Hoepel              | RUS | Dina Averina | ISR | Linoy Ashram                                                                                                | RUS                                                                                               | Arina Averina                                                                                     |
| Bal                 | RUS | Dina Averina | RUS | Aleksandra Soldatova                                                                                        | ITA                                                                                               | Alexandra Agiurgiuculese                                                                          |
| Knotsen             | RUS | Dina Averina | BLR | Katsiaryna Halkina                                                                                          | RUS                                                                                               | Arina Averina                                                                                     |
| Lint                | RUS | Aleksandra Soldatova                                                                                                   | ITA | Milena Baldassarri                                                                                          | ISR                                                                                               | Linoy Ashram                                                                                      |
| Groepen             | | | | |                                                                                                   |                                                                                                   |
| Meerkamp            | Rusland Evgeniia Levanova Mariia Kravtsova Ksenia Poliakova Anastasia Tatareva Maria Tolkatsjova Anastasia Shishmakova | Rusland Evgeniia Levanova Mariia Kravtsova Ksenia Poliakova Anastasia Tatareva Maria Tolkatsjova Anastasia Shishmakova | Italië Alessia Maurelli Martina Centofanti Agnese Duranti Martina Santandrea Letizia Cicconcelli Anna Basta | Italië Alessia Maurelli Martina Centofanti Agnese Duranti Martina Santandrea Letizia Cicconcelli Anna Basta | Bulgarije Elena Bineva Madlen Radukanova Simona Dyankova Laura Traets Stefani Kiryakova           | Bulgarije Elena Bineva Madlen Radukanova Simona Dyankova Laura Traets Stefani Kiryakova           |
| 5 hoepels           | Bulgarije Elena Bineva Madlen Radukanova Simona Dyankova Laura Traets Stefani Kiryakova                                | Bulgarije Elena Bineva Madlen Radukanova Simona Dyankova Laura Traets Stefani Kiryakova                                | Japan Rie Matsubara Sayuri Sugimoto Ayuka Suzuki Sakura Noshitani Kiko Yokota                               | Japan Rie Matsubara Sayuri Sugimoto Ayuka Suzuki Sakura Noshitani Kiko Yokota                               | Italië Alessia Maurelli Martina Centofanti Agnese Duranti Martina Santandrea Letizia Cicconcelli  | Italië Alessia Maurelli Martina Centofanti Agnese Duranti Martina Santandrea Letizia Cicconcelli  |
| 3 ballen + 2 touwen | Italië Alessia Maurelli Martina Centofanti Agnese Duranti Martina Santandrea Anna Basta                                | Italië Alessia Maurelli Martina Centofanti Agnese Duranti Martina Santandrea Anna Basta                                | Rusland Evgeniia Levanova Mariia Kravtsova Ksenia Poliakova Anastasia Tatareva Maria Tolkatsjova            | Rusland Evgeniia Levanova Mariia Kravtsova Ksenia Poliakova Anastasia Tatareva Maria Tolkatsjova            | Oekraïne Anastasiya Voznyak Valeriya Yuzviak Valeriya Khanina Diana Myzherytska Tetiana Dovzhenko | Oekraïne Anastasiya Voznyak Valeriya Yuzviak Valeriya Khanina Diana Myzherytska Tetiana Dovzhenko |

### Medaillespiegel
| Plaats | Land        | Goud | Zilver | Brons | Totaal |
| 1      | Rusland     | 7    | 2      | 3     | 12     |
| 2      | Italië      | 1    | 2      | 3     | 6      |
| 3      | Bulgarije   | 1    | 1      | 1     | 3      |
| 4      | Israël      | 0    | 1      | 2     | 3      |
| 5      | Wit-Rusland | 0    | 1      | 0     | 1      |
| 5      | Japan       | 0    | 1      | 0     | 1      |
| 7      | Oekraïne    | 0    | 0      | 1     | 1      |
| Totaal | Totaal      | 9    | 9      | 9     | 27     |